# Бодуэн де Куртенэ, Цезария
Цезария Бодуэн де Куртенэ (затем Бодуэн де Куртенэ Эренкрейц и Бодуэн де Куртенэ Эренкрейц Енджеевич, пол. Cezaria Baudouin de Courtenay Ehrenkreutz Jędrzejewiczowa; 2 августа 1885, Дерпт — 28 февраля 1967, Лондон) — польский этнолог и этнограф. Дочь Ивана Бодуэна де Куртенэ.

## Биография
Поначалу получала домашнее образование, после переезда семьи в Краков в 1893 году стала учиться в гимназии. С 1900 г. продолжала обучение в Санкт-Петербурге, училась на Высших женских курсах, затем вольнослушательницей на историко-филологическом отделении Санкт-Петербургского университета, окончив его в 1911 г. и защитив под руководством Ф. Ф. Зелинского диссертацию о языке опубликованного Ст. Пташицким польского молитвенника XVI века.
По окончании университета преподавала в Варшаве в частных гимназиях. В 1922 г. защитила в Варшавском университете докторскую диссертацию «Святая Цецилия: к вопросу о происхождении апокрифов» (пол. Św. Cecylia – przyczynek do genezy apokryfów). С 1924 г. преподавала этнографию и этнологию в Виленском университете имени Стефана Батория, с 1929 г. профессор. В 1933 г. перешла на ту же должность в Варшавский университет. В 1935 г. стала одним из создателей Этнографического музея в Варшаве.
С началом Второй мировой войны бежала из Польши и оказалась в Палестине, где стала одним из создателей Польского научного института, в котором, в частности, было организовано обучение военнослужащих 2-го польского корпуса. С 1947 г. жила и работала в Лондоне, где стала одним из соучредителей Польского научного общества заграницей, преподавала в Польском университете заграницей, с 1958 г. его ректор.

## Семья
Первый муж (1910—1913) — Макс Фасмер (развод).
Второй муж (1916—1933) — Стефан Эренкройц (развод).
Третий муж (1933—1951) — Януш Енджеевич.